# Djurgårdens Idrottsförening Fotboll 2025
Questa voce raccoglie le informazioni riguardanti il Djurgårdens Idrottsförening Fotboll, meglio conosciuto come Djurgårdens IF o semplicemente Djurgården, nelle competizioni ufficiali della stagione 2025.

## Maglie e sponsor
Adidas si conferma sponsor tecnico, mentre Mobill mantiene il ruolo di sponsor principale per il secondo anno consecutivo.
| Casa | Trasferta | Terza divisa |  |

## Rosa
| N. |                      | Ruolo | Calciatore           |
| -- | -------------------- | ----- | -------------------- |
| 2  | Svezia (bandiera)    | D     | Piotr Johansson      |
| 3  | Svezia (bandiera)    | D     | Marcus Danielson     |
| 4  | Svezia (bandiera)    | D     | Jacob Une (capitano) |
| 5  | Finlandia (bandiera) | D     | Miro Tenho           |
| 6  | Finlandia (bandiera) | C     | Rasmus Schüller      |
| 7  | Norvegia (bandiera)  | C     | Tobias Gulliksen     |
| 8  | Svezia (bandiera)    | C     | Albin Ekdal          |
| 9  | Danimarca (bandiera) | A     | August Priske        |
| 10 | Norvegia (bandiera)  | A     | Tokmac Nguen         |
| 11 | Svezia (bandiera)    | A     | Zakaria Sawo         |
| 12 | Svezia (bandiera)    | D     | Theo Bergvall        |
| 13 | Svezia (bandiera)    | C     | Daniel Stensson      |
| 14 | Svezia (bandiera)    | C     | Hampus Finndell      |
| 15 | Svezia (bandiera)    | A     | Oskar Fallenius      |

| N. |                      | Ruolo | Calciatore               |
| -- | -------------------- | ----- | ------------------------ |
| 18 | Finlandia (bandiera) | D     | Adam Ståhl               |
| 19 | Svezia (bandiera)    | D     | Viktor Bergh             |
| 20 | Finlandia (bandiera) | C     | Matias Siltanen          |
| 21 | Svezia (bandiera)    | D     | Mikael Marqués           |
| 22 | Svezia (bandiera)    | C     | Patric Åslund            |
| 23 | Slovenia (bandiera)  | A     | Nino Žugelj              |
| 25 | Svezia (bandiera)    | D     | Kalipha Jawla            |
| 27 | Giappone (bandiera)  | D     | Keita Kosugi             |
| 29 | Finlandia (bandiera) | A     | Santeri Haarala          |
| 30 | Svezia (bandiera)    | P     | Malkolm Nilsson Säfqvist |
| 32 | Svezia (bandiera)    | C     | Isak Alemayehu           |
| 35 | Svezia (bandiera)    | P     | Jacob Rinne              |
| 45 | Serbia (bandiera)    | P     | Filip Manojlović         |